# پلانس

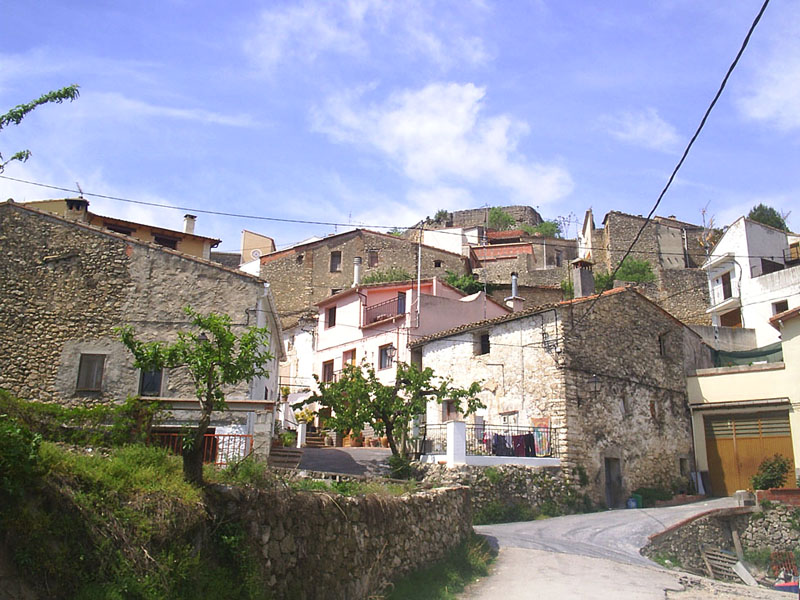
نمایی از دهستان پلانس در استان آلیکانتهٔ اسپانیا

پلانس دهستانی در استان آلیکانتهٔ اسپانیا است.
در این دهستان ۷۹۹ نفر زندگی می‌کنند. مساحت این دهستان ۳۸٫۹۸ کیلومتر مربع است.